# Austrolimnophila subunica
Austrolimnophila subunica là một loài ruồi trong họ Limoniidae. Chúng phân bố ở miền Tân bắc.